# ガイウス・トレボニウス
ガイウス・トレボニウス（ラテン語: Gaius Trebonius, ? - 紀元前43年）は、共和政ローマの軍人、政治家。ガリア戦争、ローマ内戦とガイウス・ユリウス・カエサルの配下であったものの、カエサルの暗殺に参加した。

## 生涯
エクィテスに属する家系で、父祖にわたってローマの高官経験者のいないノウス・ホモであった。紀元前60年にクァエストル（財務官）、紀元前55年にはプレブス出身者として護民官にそれぞれ任命され、護民官時代は「グナエウス・ポンペイウス及びマルクス・リキニウス・クラッススに5年期限の属州総督としてローマ軍団を率いる権限を付与する」という法（トレボニア法）を可決させた。紀元前54年よりガリア総督カエサルのレガトゥスとしてガリアへ赴き、紀元前54年にはブリタンニア遠征やアレシアの戦い等で活躍した。
紀元前49年からのローマ内戦では、マッシリア（現：マルセイユ）の攻略をデキムス・ユニウス・ブルトゥス・アルビヌスと共に担当（マッシリア包囲戦）。紀元前48年、プラエトルに選出。紀元前47年から小ポンペイウスなどのヒスパニアに残る元老院派の討伐に向かったものの、不首尾に終わった。
紀元前45年、かつてカエサルの期待に応えられなかったために騎兵長官を解任されて以来冷遇されていたマルクス・アントニウスがカエサルとナルボで会談して関係を修復した際、アントニウスにカエサルの暗殺計画を持ち掛け、マルクス・トゥッリウス・キケロはアントニウスがこの計画に前向きだったと主張している。同年に補充執政官へ選出。紀元前44年3月15日に起こったカエサル暗殺事件の際は、ポンペイウス劇場の外にマルクス・アントニウスを引き付けておく役割を果たした。
紀元前43年からアシア属州総督となったものの、プブリウス・コルネリウス・ドラベッラに捕らえられて殺害された。2日間に渡る拷問の末に首を晒され、遺体は海に投げ捨てられたという。キケロは『ピリッピカ』第11演説において第一次ポエニ戦争で捕虜となり、拷問によって殺害されたと伝わるマルクス・アティリウス・レグルスの例を出し、その悲惨な最期とドラベッラの残虐非道を強調している。